# Leucoloma pallidulum
Leucoloma pallidulum là một loài rêu trong họ Dicranaceae. Loài này được Thér. mô tả khoa học đầu tiên năm 1923.